# Foi et Constitution
La commission Foi et Constitution est un mouvement d'œcuménisme au sein du Conseil œcuménique des Églises (COE). Il a joué un rôle très important dans le mouvement d'unité des chrétiens au cours du XXe siècle et la Commission poursuit son travail au service des Églises déjà unies et en voie d'union, organisant des colloques réguliers et en publiant semestriellement une vue d'ensemble des négociations d'union d'Églises. C'est par ailleurs la fusion  du mouvement Foi et Constitution originel avec le mouvement œcuménique Vie et Travail de Nathan Söderblom qui donnera naissance en 1948 au COE.

## Histoire
Foi et Constitution rassemble quelque 80 Églises, dès 1920, qui font connaître leurs positions au sujet de l'unité chrétienne désignent un comité de continuation international et interconfessionnel, sous la conduite de Charles H. Brent. Elle réunit ensuite 400 représentants en 1927 lors de la première réunion mondiale de F & C. L'année suivante, en 1928, Foi et Constitution est sévèrement critiquée dans l'encyclique Mortalium Animos de Pie XI, où les membres sont taxés de « panchrétiens séparés de l'Église catholique ».
Lors de la deuxième conférence, en 1937, 400 participants se rassemblent à Édimbourg sous la direction de William Temple, où ceux-ci décident de fonder un conseil d'Églises, créant l'embryon de ce qui est aujourd'hui le COE. Yngve Brilioth poursuit l'œuvre du mouvement à partir de 1948. En 1949, le Saint-Siège annonce qu'il adopte une position d'ouverture par rapport au mouvement œcuménique.  
La quatrième conférence de F&C fut tenue à Montréal en 1963 sous la présidence d'Oliver Tomkins. Le concile Vatican II vit une participation symbolique des membres de la commission F&C à ses travaux, en particulier en rapport avec l'élaboration des documents Unitatis Redintegratio et Nostra Ætate.
F&C a poursuivi ses travaux en ecclésiologie en élaborant sur les notions de koinonia, d'unité visible et d'intercommunion. Elle a produit le document Baptême, eucharistie, ministère en 1982 et a entrepris une nouvelle conférence internationale à Lima en 1994. Elle demeure aujourd'hui un carrefour dans le dialogue inter-ecclésial pour l'unité des chrétiens.  
L'Église catholique romaine ne fait pas partie du COE mais fait partie de F&C depuis 1968. Le conseil pontifical pour l'unité des chrétiens y a une délégation officielle. L'Église orthodoxe, membre du COE, est aussi partie prenante de F&C. Par ailleurs, la Southern Baptist Convention n'a jamais participé au mouvement, ayant toujours été froide à l'œcuménisme, le refus de l'œcuménisme étant l'une des caractéristiques  des courants fondamentalistes ou conservateurs chrétiens.  

### Source partielle
- Günther Gassmann, Historique de Foi et Constitution, in Dictionnaire du mouvement œcuménique, éd. COE, 2002, article sur le site du COE